# Fasciolidae

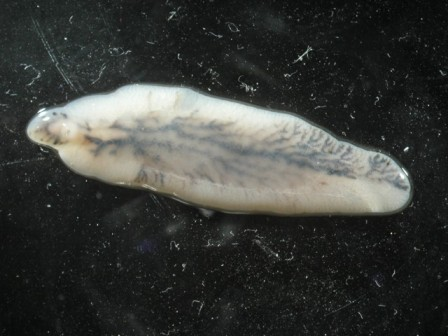
Fasciola hepatica

Fasciolidae é uma família de trematóides e inclui vários parasitas envolvidos na veterinária e ciências médicas. Fasciolidae é dividido em cinco gêneros por Olsen et al. 2003. A família de várias espécies estão localizadas no fígado, vesículae intestino. Seu ciclo de vida inclui um hospedeiro intermediário, de água doce, caramujos da família Lymnaeidae.

## Morfologia
Trematodes adultos de Fasciolidae faixa de comprimento de 2 cm, para as espécies de Parafasciolopsis, e de 10 cm, para espécies como a Fasciola gigantica. O oral e ventral otários geralmente estão localizados. o cercariae são de um gymnocephalic forma.

## Sistemática dentro da família
De acordo com Olson et al.  2003  a família tem cinco gêneros:
- Fasciola
  - Fasciola hepatica – Comum fígado fluke
  - Fasciola gigantica
  - Fasciola spp. – Variedade japonesa
- Fascioloides
  - Fascioloides magna
  - Fascioloides jacksoni
- Fasciolopsis
  - Fasciolopsis buski
- Parafasciolopsis
  - Parafasciolopsis fasciolaemorpha
- Protofasciola
  - Protofasciola robusta